# Masoja Yochija
Masoja Yochija är en ort i Mexiko.   Den ligger i kommunen Tila och delstaten Chiapas, i den sydöstra delen av landet, 700 km öster om huvudstaden Mexico City. Masoja Yochija ligger 329 meter över havet och antalet invånare är 196.
Terrängen runt Masoja Yochija är bergig åt sydväst, men åt nordost är den kuperad. Runt Masoja Yochija är det ganska tätbefolkat, med 111 invånare per kvadratkilometer. Närmaste större samhälle är Tila, 14,5 km sydost om Masoja Yochija. I omgivningarna runt Masoja Yochija växer i huvudsak städsegrön lövskog.